# Rainer Wolff (Fußballspieler)
Rainer Wolff (* 17. Februar 1965; † 18. Oktober 2019 in Wermelskirchen) war ein deutscher Fußballspieler.

## Sportlicher Werdegang
Wolff spielte in der Saison 1982/83 zuletzt für die A-Jugendmannschaft des 1. FC Köln, mit der er am 16. Juli 1983 das Endspiel um die Deutsche A-Junioren-Meisterschaft erreichte. Das im Marburger Georg-Gaßmann-Stadion ausgetragene Spiel gegen Eintracht Frankfurt wurde mit 0:2 verloren.
Dem Jugendalter entwachsen, spielte er in der Saison 1983/84 für den BV 08 Lüttringhausen in der 2. Bundesliga. In der zweithöchsten Spielklasse bestritt er 25 Punktspiele und debütierte am 10. August 1983 (2. Spieltag) bei der 0:4-Niederlage im Heimspiel gegen den KSV Hessen Kassel mit Einwechslung zur 2. Halbzeit für Stefan Kalter. Im Wettbewerb um den DFB-Pokal kam er einzig am 28. August 1983 bei der 0:2-Erstrundenniederlage im Auswärtsspiel gegen den TuS Schloß Neuhaus zum Einsatz.
In der Saison 1988/89 war er nachweislich für den SV Wermelskirchen in der seinerzeit drittklassigen Oberliga Nordrhein aktiv.

## Erfolge
- Finalist Deutsche A-Juniorenmeisterschaft 1983